# Kamadhenu

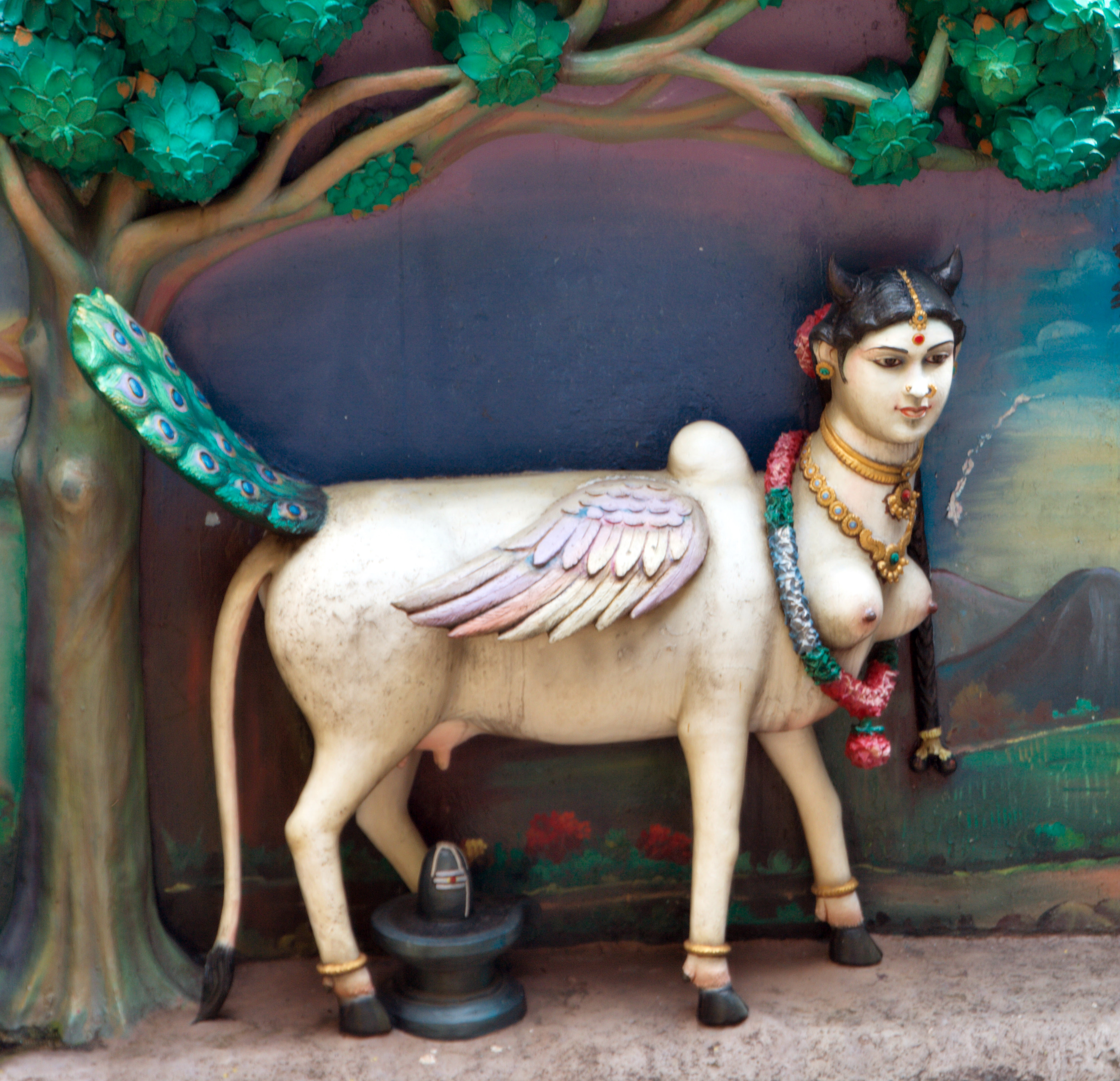
Kamadhenu w Batu Caves w Kuala Lumpur

Kamadhenu (dewanagari कामधेनु, trl. Kāmadhenu, z sanskrytu kama (pragnienie) i dhenu (krowa)) – w mitologii indyjskiej cudowna pra-krowa, spełniająca wszelkie życzenia. Została stworzona w wyniku amrytamanthana (ubijania oceanu mleka).
Niekiedy utożsamiana jest z boginią, Dewi w jej aspekcie Saraswati.
Pierwszą Kamadhenu była Surabhi (dewanagari सुरभि, trl. Surabhī), córka Brahamrsziego Dakszy. Córką Surabhi była Nandini, bohaterka znanego mitu z Mahabharaty związanego z rywalizacją pomiędzy Wiśwamitrą, a Wasiszthą.